# Bazoilles-sur-Meuse
Bazoilles-sur-Meuse è un comune francese di 606 abitanti situato nel dipartimento dei Vosgi nella regione del Grand Est.

## Società

### Evoluzione demografica
Abitanti censiti